# Bruce Sagan
Bruce Eli Sagan, né le 29 mars 1954 à Chicago, est un mathématicien américain, professeur à l'université d'État du Michigan. Il est spécialiste en combinatoire énumérative, algébrique et topologique. Il est également connu comme musicien, jouant de la musique scandinave et des Balkans.

## Biographie
Bruce Eli Sagan grandit à Berkeley (Californie). Il commence à jouer du violon classique à un jeune âge. Il obtient son baccalauréat en mathématiques en 1974 à la l'université d'État de Californie à East Bay (qui s'appelle alors California State University, Hayward). Il obtient son Ph. D. en mathématiques en 1979 au Massachusetts Institute of Technology sous la direction de Richard Peter Stanley ; titre de la thèse : Partially Ordered Sets with Hooklengths – an Algorithmic Approach. Durant ses années d'études universitaires, il rejoint également et devient directeur musical du Mandala Folkdance Ensemble.

## Carrière mathématique
Sagan est professeur assistant à l'université du Michigan (1980–1983), au Middlebury College (1984–1985), à l'université du Michigan (1986–1989), ensuite professeur associé (1986–1989) et, à partir de 1994, professeur titulaire à l'université du Michigan. Sagan occupe des postes et fait des séjours postdoctoraux à l'université Louis Pasteur (1979-1980), à l'université de Pennsylvanie et à l'université du Québec à Montréal (automne 1985). Il est chercheur visiteur à l'Institute for Mathematics and its Applications (printemps 1988), à l'université de Californie à San Diego (printemps 1991), à l'École royale polytechnique (1993-1994), au Mathematical Sciences Research Institute (hiver 1997), à l'Institut Isaac-Newton (hiver, 2001), à l'Institut Mittag-Leffler (printemps 2005) et au DIMACS (2005-2006). Il est également un rotating Program Officer  à la National Science Foundation (2007-2010).
Sagan publie de nombreux articles de recherche. Il est key note speaker à la Conference on Formal Power Series and Algebraic Combinatorics (2006) et à la British Combinatorial Conference (2011). Pendant son séjour à la Michigan State University, il remporte deux prix d'excellence en enseignement.
Sagan est depuis 2004 l'un des rédacteurs en chef de l'Electronic Journal of Combinatorics.

## Livres mathématiques
- Bruce E. Sagan, Combinatorics (978-1-4704-6280-2/ebook) : the art of counting, American Mathematical Society, coll. « Graduate Studies in Mathematics 210 », 2020, xix+ 304 (ISBN 978-1-4704-6032-7, zbMATH 1461.05001, présentation en ligne).
- Bruce E. Sagan, The symmetric group. Representations, combinatorial algorithms, and symmetric functions, Springer, coll. « Graduate Texts in Mathematics 203 », 2001, 2e éd., xv+ 238 (ISBN 0-387-95067-2, zbMATH 0964.05070).
- Bruce E. Sagan et Richard P. Stanley (diteurs), Mathematical essays in honor of Gian-Carlo Rota’s 65th birthday, Birkhäuser, coll. « Progress in Mathematics 161 », 1998, ix + 463 (ISBN 0-8176-3872-5, zbMATH 0890.00032, présentation en ligne)
- Bruce E. Sagan (éditeur), « Festschrift en l'honneur de Richard Stanley », Electronic Journal of Combinatorics,‎ 2004-2008 (lire en ligne)

## Articles (sélection)
- Bruce E. Sagan, « Shifted tableaux, Schur Q-functions, and a conjecture of R. P. Stanley », Journal of Combinatorial Theory, Series A, vol. 45,‎ 1987, p. 62–103 (DOI 10.1016/0097-3165(87)90047-1)
- Andreas Blass et Bruce E. Sagan, « Möbius functions of lattices », Advances in Mathematics, vol. 127,‎ 1997, p. 94–123 (DOI 10.1006/aima.1997.1616, arXiv math/9801009)
- Bruce E. Sagan et Mercedes Rosas, « Symmetric functions in noncommuting variables », Transactions of the American Mathematical Society, vol. 358,‎ 2006, p. 215–232 (DOI 10.1090/S0002-9947-04-03623-2, MR 2171230, arXiv math/0208168)
- Theodore Dokos, Tim Dwyer, Bryan Johnson et Bruce E. Sagan, « Permutation Patterns and Statistics », Discrete Mathematics, vol. 312, no 18,‎ 2012, p. 2760–2775 (DOI 10.1016/j.disc.2012.05.014, arXiv 1109.4976).

## Carrière musicale
Sagan joue de la musique des pays scandinaves et des Balkans au violon et aux instruments locaux. Il s'agit notamment de la nyckelharpa suédoise, du hardingfele norvégien et de la gadoulka bulgare. En 1985, lui et sa femme d'alors, Judy Barlas, ont fondé le camp de musique et de danse « Scandinavian Week à Buffalo Gap » (maintenant connu sous le nom de « Nordic Fiddles and Feet »). Il est actuellement un participant régulier du Northern Week at Ashokan dirigé par Jay Ungar et Molly Mason. En 1994, il a reçu la médaille de bronze Zorn pour son jeu devant un jury de musiciens suédois. Il a joué et donné des ateliers en Amérique du Nord, en Europe et en Australie. Il joue de la musique suédoise en duo avec Brad Battey et aussi avec Lydia Ievens. Son trio Veselba, avec Nan Nelson et Chris Rietz, interprète de la musique bulgare,

## Discographie
- Andrea Hoag (violon, chant) et Bruce Sagan (violon, hardingfele, nyckelharpa) avec Larry Robinson (bouzouki), Spelstundarna, E. Thomas ETD 102, 1993. 20 airs de style scandinave[7].
- Bruce Sagan (violon, hardingfele, nyckelharpa, gâdulka) avec Brad Battey (violon), Nan Nelson (basse, tambura) et Chris Rietz (guitare, kaval), With Friends, 2002. 15 airs de styles scandinave et bulgare[7],[8]
- Lydia ievins (violon, nyckelharpa) et Bruce Sagan (violon, nyckelharpa, hardingfele), Northlands, 2010. 18 airs composés principalement par les interprètes dans le style scandinave[7],[9],[5].